# Marcus Campbell
Pour les articles homonymes, voir Campbell.
Marcus Campbell, né le 22 septembre 1972 à Dumbarton, est un ancien joueur de snooker professionnel écossais.
Campbell obtient son premier titre au début de l'année 2010, après une carrière de 20 ans au niveau professionnel. Il remporte une épreuve du championnat du circuit des joueurs en 2010 et atteint son meilleur classement, 20e mondial, en 2012.

## Carrière
Campbell est l'acteur d'une des plus grandes surprises de l'histoire du snooker, lorsqu'il bat le sextuple champion du monde Stephen Hendry 9-0 au premier tour du championnat du Royaume-Uni 1998.
En 2008, il réalise un break maximum au championnat de Bahreïn (en). Il est tout de même battu par Neil Robertson au premier tour de ce tournoi.
Il remporte sa première victoire dans un tournoi de classement mineur en 2010 à Rüsselsheim en Allemagne, battant en quart de finale Judd Trump, puis Ken Doherty en demi-finale avant d'infliger un 4-0 à Liang Wenbo en finale. Il se qualifie ainsi pour le championnat du monde de snooker 2011 mais y est battu au premier tour.
Au cours de la saison 2011-2012, Campbell se qualifie pour six des huit tournois classés du calendrier, passant un tour dans deux d'entre eux. Sur le championnat du circuit des joueurs (PTC, Players Tour Championship), il réalise deux quarts de finale. Ses résultats consistants lui permettent d'atteindre son meilleur classement, cependant il échoue à se qualifier au championnat du monde 2012. Il retrouve Liang Wenbo lors de l'ultime tour qualificatif et malgré quelques rebondissements, mené 8-2, puis 9-5, il s'incline 10-9 après que Liang a remporté la manche décisive.
Campbell accède à son meilleur résultat en compétition où pour la première fois il se hisse jusqu'en demi-finale d'un tournoi classé à l'occasion du Classique de Wuxi 2012, il domine tour à tour Stephen Lee, Fergal O'Brien et Mark Williams. Il affronte en demi-finale Ricky Walden mais s'incline sur le score de 6-1. 
À l'Open de Chine 2013, Campbell élimine le tenant du titre Peter Ebdon 5-3 au premier tour et s'ouvre le tableau. Au second tour, il parvient à s'imposer face à son compatriote Graeme Dott 5-4 pour atteindre les quarts de finale où il sera finalement battu par l'Australien Neil Robertson 5-2. Quelques jours plus tard, il remporte trois matchs aux qualifications pour le championnat du monde 2013, ce qui lui permet d'accéder aux phases finales, où il retrouve le tenant du titre Ronnie O'Sullivan au premier tour. La première « session » s'avère assez équilibrée jusqu'à ce qu'O'Sullivan ne s'envole au score et ne le lâche plus, pour finalement gagner sur le score de 10-4. 
Ses deux saisons suivantes ne sont pas à la hauteur de ses ambitions accumulant plus de défaites que de victoires. Il se retire du jeu en 2015, retombé à la 68e place mondiale.

## Palmarès
| Légende | Catégorie                      | Titres                         | Finales                        |
|         | Tournois classés               | 0                              | 0                              |
|         | Tournois classés mineurs       | 1                              | 0                              |
|         | Tournois non classés           | 1                              | 1                              |
|         | Tournois pro-am                | 0                              | 1                              |
|         | Tournois amateurs              | 1                              | 0                              |
| Gras    | Tournois de la triple couronne | Tournois de la triple couronne | Tournois de la triple couronne |

### Titres
| Saison    | Nom du tournoi               | Lieu        | Finaliste      | Score | Tableau |
| 1989      | Championnat d’Écosse amateur |             | Mark Cadenhead | 9-6   |         |
| 1989-1990 | Coupe Kent                   | Pékin       | Tom Finstad    | 4-1   |         |
| 2010-2011 | Masters de la Rhin-Main      | Rüsselsheim | Liang Wenbo    | 4-0   | Tableau |

### Finales
| Saison    | Nom du tournoi       | Lieu  | Finaliste    | Score | Tableau |
| 1990-1991 | Coupe Kent           | Pékin | Joe Swail    | 0-5   |         |
| 2008      | Championnat d’Écosse |       | John Higgins | 4-5   |         |